# 眠れないCDシリーズ
眠れないCDシリーズ（ねむれないシーディーシリーズ）とはビートニクス・EDGE RECORDSレーベルが2008年より発売しているドラマCDシリーズである。

## 概要
各タイトルとも「○○に××されて眠れないCD」のような表題になっており、タイトルごとに1〜5名の声優が演じるオリジナルキャラクターが特定のシチュエーションに基づいた台詞で語りかけ続け「眠れない」状況を疑似体験する「睡眠妨害CD」と銘打たれている。
2008年12月開催のコミックマーケット75では、5巻をまとめた「眠れないCD BOX」が限定販売された。

## 各タイトル
キャストのカッコ内は演じているキャラクターの名前。

### お姉ちゃんに命令されて眠れないCD
2008年1月11日発売。姉が弟を一晩中、わがまま放題に振り回すため眠れない状況という設定。
キャスト
- 伊藤静（高清水奏）
- 生天目仁美（敷島有紀）
- 浅野真澄（緒方いづみ）
- 神田朱未（安藤涼子）
- 井上奈々子（上条寧々）

### ヤンデレの女の子に死ぬほど愛されて眠れないCD
2008年1月11日発売。思い詰めて凶行に及ぶ寸前のヤンデレ少女に極限状態で決断を迫られ、眠れない状況という設定。
キャスト
- 落合祐里香（野々原渚）
- 広橋涼（河本綾瀬）
- 河原木志穂（柏木園子）

### 妹にまとわりつかれて眠れないCD
2008年5月28日発売。妹がベタベタと甘えて来るので眠れない状況という設定。
キャスト
- 釘宮理恵（由梨香）
- 小清水亜美（遥）
- 清水愛（芽衣）
- 斎藤千和（友紀）
- 中原麻衣（静香）

### ヤンデレの女の子に死ぬほど愛されて眠れないCDぎゃーーーっ!!
2008年6月25日発売。ヤンデレCDの好評に応えて製作された続編で、5名のヤンデレ少女が登場。このうちナナ・ノノは双子という設定である。
キャスト
- 水橋かおり（綾小路咲夜）
- 今野宏美（七宮 伊織）
- 金田朋子（ナナ）
- あおきさやか（ノノ）
- 広橋涼（小鳥遊夢見）

### 先生がイロイロと熱心で眠れないCD
2009年2月18日発売。教師や女医など様々な「先生」の熱心な指導で眠れない状況という設定。
キャスト
- 加藤英美里（岡村千尋）
- 桑谷夏子（田宮礼子）
- 辻あゆみ（芹沢野乃）
- 井上喜久子（水谷響子）
- 根谷美智子（イリア・スチェッキン・スラスコフ）

### ヤンデレ惨 ～ヤンデレの女の子に死ぬほど愛されて眠れないCD3～
2010年5月26日発売。4名のヤンデレ少女が登場。このうち桜ノ宮慧梨主・桜ノ宮亜梨主は双子という設定である。
キャスト
- 河原木志穂（桜ノ宮慧梨主）
- 水原薫（ユーミア）
- 下田麻美（朝倉巴）
- 水橋かおり（桜ノ宮亜梨主）

### 先輩も後輩も幼なじみもツンデレで眠れないCD
2010年7月28日発売。
キャスト
- 日笠陽子（高梨歩）
- 真堂圭（兎和野菫）
- 柚木涼香（鶴城・エリナ（恵莉奈）・ロングフォファー）
- 小林ゆう（藤堂佳織）
- 佐藤聡美（柚原奈々）

### アイドルのマネジメントが大変で眠れないCD
2011年2月23日発売
キャスト
- 金元寿子（松永明里）
- 原田ひとみ（折原渚）
- 竹達彩奈（梶山杏奈）
- 佐藤利奈（有村こずえ）
- 植田佳奈（天野美優）

### 双×萌 FUTAMOE 〜双子の女の子が萌え萌えで眠れないCD〜
2011年4月27日発売
キャスト
- 加藤英美里（来栖愛架）
- 佐倉綾音（来栖円架）
- 小林ゆう（藤宮霞）
- 中原麻衣（藤宮雫）
- 下田麻美（弐双氷樹）
- 明坂聡美（弐双炎樹）

### 俺の妹が××すぎて眠れないCD
2011年12月21日発売
キャスト
- 喜多村英梨（真希 役）
- 矢作紗友里（藤香 役）
- 下田麻美（彩乃 役）
- 阿澄佳奈（若葉 役）
- 大亀あすか（采羽 役）

### 幼なじみがガールフレンド（当）で眠れないCD
2016年4月20日発売
キャスト
- 下田麻美（野之原千星 役）

## その他
- 「結野嵐子様の黄金の右拳（みぎストレート）がすごい破壊力で眠れないCD」
  - 2010年3月24日発売の「えむえむっ!ドラマCD!」初回限定版に付属された作品。